# Rhamphomyia minutiforcipella
Rhamphomyia minutiforcipella är en tvåvingeart som beskrevs av Bartak och Kubik 2008. Rhamphomyia minutiforcipella ingår i släktet Rhamphomyia och familjen dansflugor. Inga underarter finns listade i Catalogue of Life.